# Massarina grandispora
Massarina grandispora är en svampart som beskrevs av Joanne E. Taylor, K.D. Hyde & E.B.G. Jones 2003. Massarina grandispora ingår i släktet Massarina och familjen Massarinaceae.   Inga underarter finns listade i Catalogue of Life.